# Maison forte de La Forest
La maison forte de La Forest, dit aussi manoir, ou encore château de Rossillon (nom local), est une habitation de la toute fin du XIVe siècle qui se dresse sur la commune de Rossillon dans le département de l'Ain et la région Auvergne-Rhône-Alpes.
Cette maison forte a fait l’objet d’une inscription au titre des monuments historiques par arrêté du 5 septembre 2005.

## Situation
La maison forte de La Forest est située dans le département français de l'Ain sur la commune de Rossillon.

## Histoire
Dans la Cluse des Hôpitaux, le village de Rossillon, a joué un rôle important dans l’histoire des États de Savoie, en tant que chef-lieu de châtellenie et de bailliage, jusqu'en 1326. Le centre de ce pouvoir se trouvait à 100 m au-dessus, sur un imposant rocher où était le château de Rossillon de nos jours disparu et remplacé désormais par une statue de la Vierge.
À l’entrée du village, on aperçoit sur la gauche une demeure du XIVe siècle. Cette bâtisse assise en partie sur de petits contreforts (voir photo) est en cours de restauration. Flanquée d’une tour carrée, elle connut des destins divers, prison au XIXe siècle, puis caserne de gendarmerie à cheval au début du XXe siècle. À droite de la maison forte, sur une esplanade, se dresse l'église, en bon état, restaurée et agrandie à la même époque par les seigneurs de La Forest.
Le 27 février 1398, le damoiseau Guillaume de la Forest est institué châtelain de Rossillon et d'Oyonnax. Cette année de prise de fonction peut être considérée comme la date de construction de la maison forte,. Cette charge restera au sein de la famille de La Forest jusqu'en 1523.
À la suite d’un incendie en 1353, lors du conflit delphino-savoyard, qui détruisit presque entièrement Rossillon, le siège des baillis du Bugey est transporté à Belley, où il resta.
Guillaume de La Forest, page du comte vert, écuyer du comte rouge, chambellan et ambassadeur du duc Amédée VII, fit reconstruire le chœur de l’église où il fut inhumé en 1440, et bâtir une chapelle latérale, où ses armes apparaissent sur la clef de voûte. Lui succède son fils, Jean Ier de La Forest, inhumé en 1466 au tombeau de son père.
Antoine de La Forest (1445-1499), seigneur de La Barre, gouverneur de Nice, qui avait sauvé le jeune duc Philibert des mains du « Téméraire », et son frère Hugues, tous deux fils du précédent, se partageront la châtellenie jusqu’en 1509, date de la mort de Hugues.
Quant François Ier s’empare du Bugey en 1536, c’est encore un La Forest, Philibert, seigneur de La Bâtie d’Albanais, petit-fils de Hugues, qui prête « foi et hommage » au roi de France pour sa châtellenie de Rossillon. À partir de 1550 environ, les offices de châtelain tombèrent en défaveur et furent de moins en moins exercés par la noblesse.

## Description
La maison forte de La Forest (ou château de Rossillon suivant le nom local donné à cette habitation), datée de 1398, haute de deux étages est desservie par un escalier à vis logé dans une tour ronde. Les pièces, inchangées, ont conservé leurs cheminées et leurs décors de faux-appareil de pierre.
Elle est flanquée d'un pigeonnier sis dans une tour carrée. Le logis forme avec ses dépendances un ensemble en forme de U, il est prolongé sur une de ses extrémités par des bâtiments voûtés. Il a été inscrit monuments historiques le 5 septembre 2005.

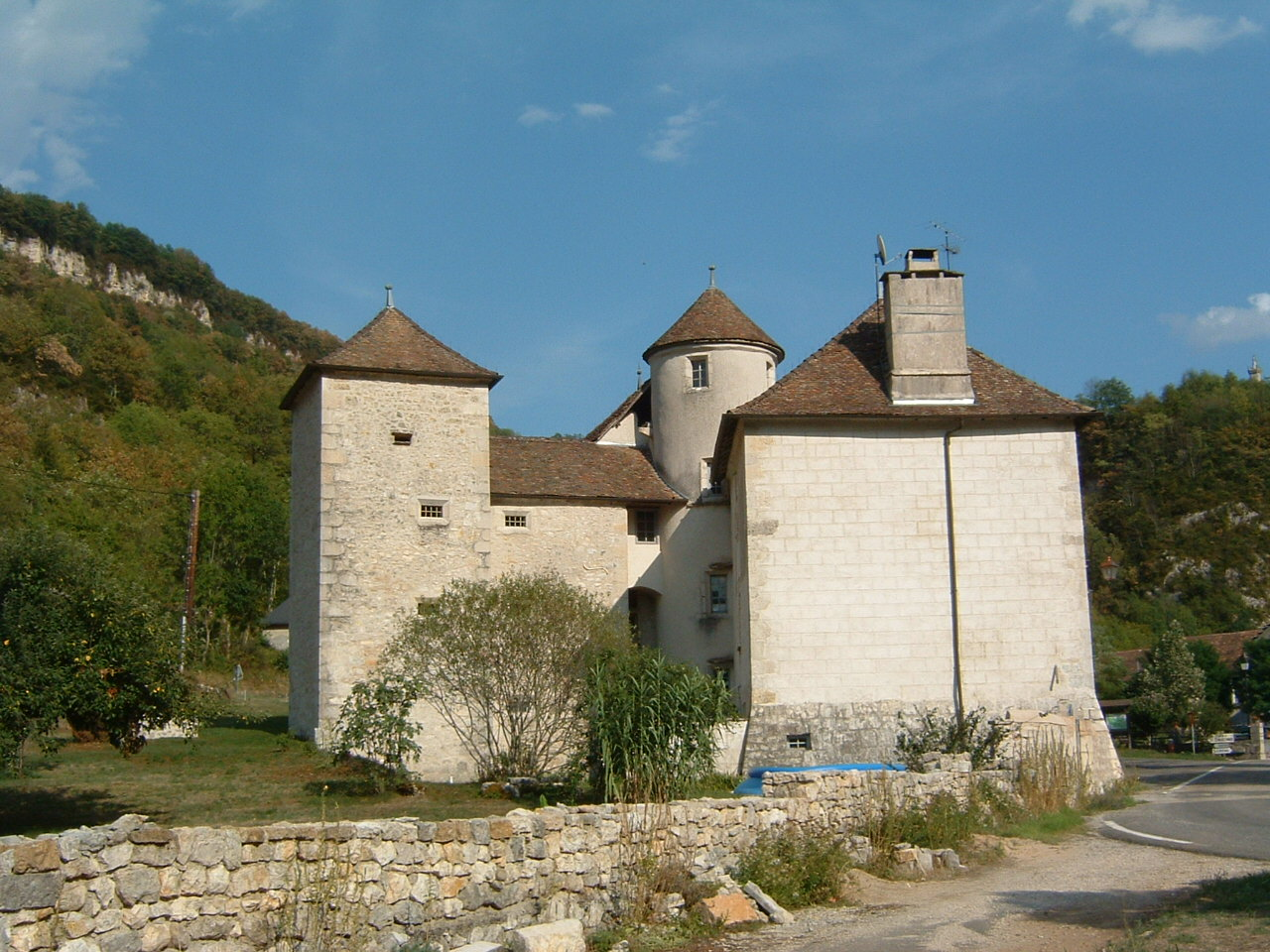
Vue de côté.
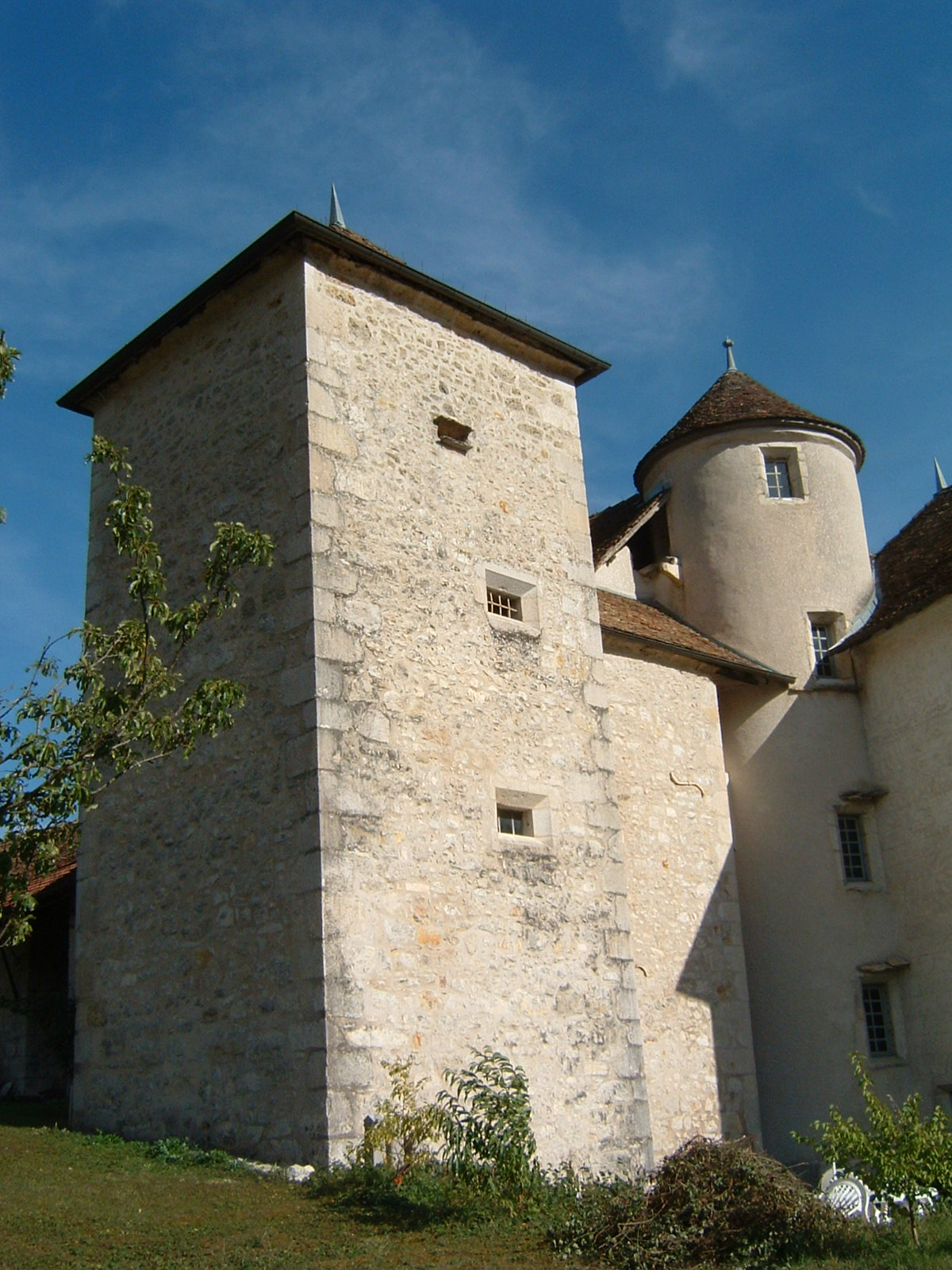
Tour.
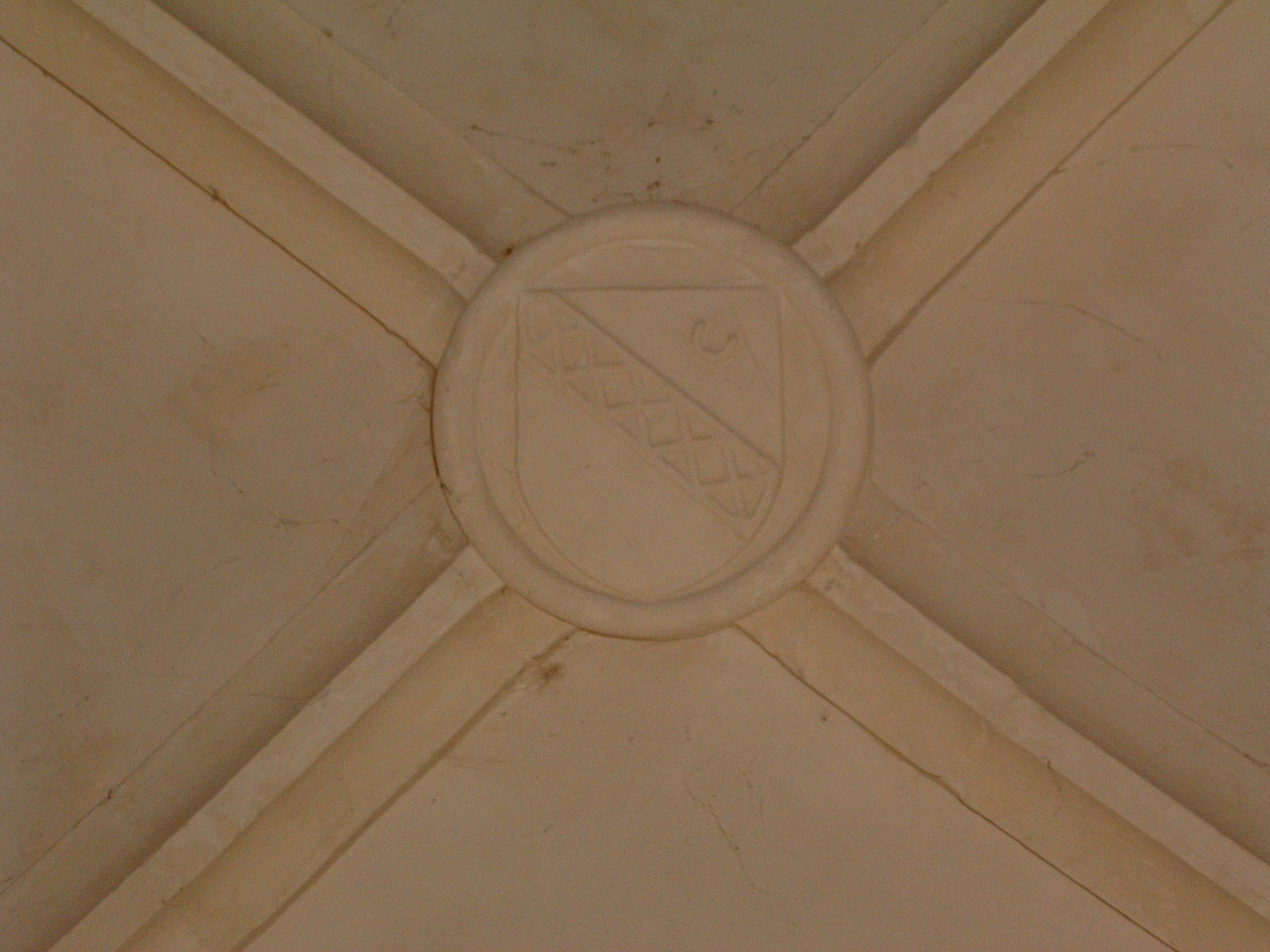
Clé de voute de l'église de Rossillon aux armes des seigneurs de La Forest (XVe siècle).